# EASY LOVE/BITCH AS WITCH
「EASY LOVE/BITCH AS WITCH」（イージー・ラブ / ビッチ・アズ・ウイッチ）は、氷室京介の24枚目のシングル。

## 内容
約1年5か月ぶりにリリースしたシングル。
当初は『BITCH AS WITCH／SWEET REVOLUTION』が2006年1月25日に発売される予定だったが、2月8日へ発売延期を2005年12月に告知。
さらに「SWEET REVOLUTION」が「EASY LOVE」に差し替えられ、最終2006年2月8日に『EASY LOVE／BITCH AS WITCH』として発売された。（なお、このシングルから外れた「SWEET REVOLUTION」は、2006年10月8日に25枚目のシングルとして発売）
プロモーションビデオは2005年12月31日に行われたカウントダウンライブからの映像を使用。モノトーンで落ち着いた雰囲気のものとなっている。着うた総合サイトmusic.jpのCMで流れる。

## 収録曲
1. EASY LOVE
  - 作詞：松井五郎 / 作曲・編曲：氷室京介

本作ではシングルバージョンを収録。
2. BITCH AS WITCH
  - 作詞：森雪之丞 / 作曲・編曲：氷室京介

前曲と同様に、本作ではシングルバージョンを収録。

## 楽曲の収録アルバム
EASY LOVE
- IN THE MOOD (アルバムバージョン)
- 20th Anniversary ALL SINGLES COMPLETE BEST JUST MOVIN' ON 〜ALL THE-S-HIT〜 (アルバムバージョン)
- KYOSUKE HIMURO 25th Anniversary BEST ALBUM GREATEST ANTHOLOGY

BITCH AS WITCH
- IN THE MOOD (アルバムバージョン)

## ライブ映像作品
EASY LOVE
- KYOSUKE HIMURO TOUR 2007"IN THE MOOD"
- KYOSUKE HIMURO COUNTDOWN LIVE CROSSOVER 05-06 1st STAGE/2nd STAGE

BITCH AS WITCH
- KYOSUKE HIMURO TOUR 2007"IN THE MOOD"
- KYOSUKE HIMURO COUNTDOWN LIVE CROSSOVER 05-06 1st STAGE/2nd STAGE
- SPECIAL GIGS THE BORDERLESS FROM BOØWY TO HIMURO

## 参加ミュージシャン
- マイケル・ランドゥ - ギター
- デイル・ピアス - ギター
- ロミー・アントン - ドラム
- ジョッシュ・フリーズ - ドラム
- トニー・フランクリン - ベース
- ビリー・モーラー - ベース